# Mistrovství Evropy v basketbalu mužů 2009
36. mistrovství Evropy  v basketbalu proběhlo ve dnech 7. září – 20. září 2009 v Polsku.
Turnaje se zúčastnilo 16 týmů, rozdělených do čtyř čtyřčlenných skupin. První tři družstva postoupila do dvou osmifinálových skupin z nichž nejlepší čtyři družstva se kvalifikovala do Play off. Titul mistra Evropy získal tým Španělska.

## Výsledky a tabulky

### Základní skupiny

#### Skupina A
|    |            | GRE    | CRO   | MAC   | ISR    | V | P | Skóre   | B |
| 1. | Řecko      | ***    | 76:68 | 86:54 | 106:80 | 3 | 0 | 268:202 | 6 |
| 2. | Chorvatsko | 68:76  | ***   | 81:71 | 86:79  | 2 | 1 | 235:226 | 5 |
| 3. | Makedonie  | 54:86  | 71:81 | ***   | 82:79  | 1 | 2 | 207:246 | 4 |
| 4. | Izrael     | 80:106 | 79:86 | 79:82 | ***    | 0 | 3 | 238:274 | 3 |

#### Skupina B
|    |          | FRA   | RUS   | GER   | LAT   | V | P | Skóre    | B |
| 1. | Francie  | ***   | 69:64 | 70:65 | 60:51 | 3 | 0 | 199:180  | 3 |
| 2. | Rusko    | 64:69 | ***   | 73:76 | 81:68 | 1 | 2 | 218:213  | 4 |
| 3. | Německo  | 65:70 | 76:73 | ***   | 62:68 | 1 | 2 | 203: 211 | 4 |
| 4. | Lotyšsko | 51:60 | 68:81 | 68:62 | ***   | 1 | 2 | 187:203  | 4 |

#### Skupina C
|    |                | SLO    | SER   | ESP    | GBR   | V | P | Skóre   | B |
| 1. | Slovinsko      | ***    | 80:69 | 84:90p | 72:59 | 2 | 1 | 236:218 | 5 |
| 2. | Srbsko         | 69:80  | ***   | 66:57  | 77:59 | 2 | 1 | 212:196 | 5 |
| 3. | Španělsko      | 90:84p | 57:66 | ***    | 84:76 | 2 | 1 | 231:226 | 5 |
| 4. | Velká Británie | 59:72  | 59:77 | 76:84  | ***   | 0 | 3 | 194:233 | 3 |

#### Skupina D
|    |           | TUR   | POL   | LIT   | BUL   | V | P | Skóre   | B |
| 1. | Turecko   | ***   | 87:69 | 84:76 | 94:66 | 3 | 0 | 265:211 | 6 |
| 2. | Polsko    | 69:87 | ***   | 86:75 | 90:78 | 2 | 1 | 245:240 | 5 |
| 3. | Litva     | 76:84 | 75:86 | ***   | 84:69 | 1 | 2 | 235:239 | 4 |
| 4. | Bulharsko | 66:94 | 78:90 | 69:84 | ***   | 0 | 3 | 213:268 | 3 |

### Osmifinále

#### Skupina A
|    |            | FRA    | RUS    | GRE    | CRO    | MAC    | GER    | V | P | Skóre   | B  |
| 1. | Francie    | ***    | 69:64* | 71:69  | 87:79  | 83:57  | 70:65* | 5 | 0 | 380:334 | 10 |
| 2. | Rusko      | 64:69* | ***    | 68:65  | 62:59  | 71:69  | 73:76* | 3 | 2 | 338:338 | 8  |
| 3. | Řecko      | 69:71  | 65:68  | ***    | 76:68* | 86:54* | 84:76  | 3 | 2 | 380:337 | 8  |
| 4. | Chorvatsko | 79:87  | 59:62  | 68:76* | ***    | 81:71  | 70:68  | 2 | 3 | 357:364 | 7  |
| 5. | Makedonie  | 57:83  | 69:71  | 54:86* | 71:81* | ***    | 86:75  | 1 | 4 | 337:396 | 6  |
| 6. | Německo    | 65:70* | 76:73* | 76:84  | 68:70  | 75:86  | ***    | 1 | 4 | 360:383 | 8  |

- s hvězdičkou = zápasy ze základní skupiny.

#### Skupina B
|    |           | SLO     | TUR    | SER    | ESP     | POL     | LIT    | V | P | Skóre   | B |
| 1. | Slovinsko | ***     | 69:67  | 80:69* | 84:90p* | 76:60   | 81:58  | 4 | 1 | 390:344 | 9 |
| 2. | Turecko   | 67:69   | ***    | 69:64p | 63:60   | 87:69 * | 84:76* | 4 | 1 | 380:338 | 9 |
| 3. | Srbsko    | 69:80*  | 64:69p | ***    | 66:57*  | 77:72   | 89:79  | 3 | 2 | 365:347 | 8 |
| 4. | Španělsko | 90:84p* | 60:63  | 57:66* | ***     | 90:68   | 84:70  | 3 | 2 | 381:351 | 8 |
| 5. | Polsko    | 60:76   | 69:87* | 72:77  | 68:90   | ***     | 86:75* | 1 | 4 | 355:405 | 6 |
| 6. | Litva     | 58:81   | 76:84* | 79:89  | 70:84   | 75:86*  | ***    | 1 | 4 | 358:424 | 6 |

- s hvězdičkou = zápasy ze základní skupiny.

### Čtvrtfinále
| 17. září 2009 18:15 | Zpráva | Rusko                                          | 68 – 79 | Srbsko                        |  | Spodek, Katowice Počet diváků: 4 000 Rozhodčí: Juan Arteaga (ESP), Christos Christodoulou (GRE), Ivo Dolinek (CZE) |
| 17. září 2009 18:15 | Zpráva | Skóre po čtvrtinách: 24:21, 4:20, 15:13, 25:25 |         |                               |  | Spodek, Katowice Počet diváků: 4 000 Rozhodčí: Juan Arteaga (ESP), Christos Christodoulou (GRE), Ivo Dolinek (CZE) |
| 17. září 2009 18:15 | Zpráva | Fridzon 15                                     | Body    | Veličković, Paunić, Bjelica 5 |  | Spodek, Katowice Počet diváků: 4 000 Rozhodčí: Juan Arteaga (ESP), Christos Christodoulou (GRE), Ivo Dolinek (CZE) |
| 17. září 2009 18:15 | Zpráva | Ponkrašov 4                                    | Dosk.   | Tripković 18                  |  | Spodek, Katowice Počet diváků: 4 000 Rozhodčí: Juan Arteaga (ESP), Christos Christodoulou (GRE), Ivo Dolinek (CZE) |
| 17. září 2009 18:15 | Zpráva | Mozgov 6                                       | Asist.  | Teodosić                      |  | Spodek, Katowice Počet diváků: 4 000 Rozhodčí: Juan Arteaga (ESP), Christos Christodoulou (GRE), Ivo Dolinek (CZE) |

| 17. září 2009 21:00 | Zpráva | Francie                                         | 66 – 86 | Španělsko        |  | Spodek, Katowice Počet diváků: 6 000 Rozhodčí: Ilija Belošević (SRB), Zoran Šutulović (MNG), Sreten Radović (CRO) |
| 17. září 2009 21:00 | Zpráva | Skóre po čtvrtinách: 15:25, 17:22, 20:26, 14:13 |         |                  |  | Spodek, Katowice Počet diváků: 6 000 Rozhodčí: Ilija Belošević (SRB), Zoran Šutulović (MNG), Sreten Radović (CRO) |
| 17. září 2009 21:00 | Zpráva | Turiaf 12                                       | Body    | P. Gasol 28      |  | Spodek, Katowice Počet diváků: 6 000 Rozhodčí: Ilija Belošević (SRB), Zoran Šutulović (MNG), Sreten Radović (CRO) |
| 17. září 2009 21:00 | Zpráva | Diaw 6                                          | Dosk.   | P. Gasol 9       |  | Spodek, Katowice Počet diváků: 6 000 Rozhodčí: Ilija Belošević (SRB), Zoran Šutulović (MNG), Sreten Radović (CRO) |
| 17. září 2009 21:00 | Zpráva | Parker 3                                        | Asist.  | Navarro, Rubio 4 |  | Spodek, Katowice Počet diváků: 6 000 Rozhodčí: Ilija Belošević (SRB), Zoran Šutulović (MNG), Sreten Radović (CRO) |

| 18. září 2009 18:15 | Zpráva | Turecko                                        | 74 – 76 | Řecko        |  | Spodek, Katowice Počet diváků: 6 000 Rozhodčí: Shmuel Bachar (ISR), Guerrino Cerebuch (ITA), Milivoje Jovčič (SRB) |
| 18. září 2009 18:15 | Zpráva | Skóre po čtvrtinách: 14:17, 12:12, 19:18, 9:11 |         |              |  | Spodek, Katowice Počet diváků: 6 000 Rozhodčí: Shmuel Bachar (ISR), Guerrino Cerebuch (ITA), Milivoje Jovčič (SRB) |
| 18. září 2009 18:15 | Zpráva | Türkoğlu, Onan 13                              | Body    | Spanoulis 23 |  | Spodek, Katowice Počet diváků: 6 000 Rozhodčí: Shmuel Bachar (ISR), Guerrino Cerebuch (ITA), Milivoje Jovčič (SRB) |
| 18. září 2009 18:15 | Zpráva | İlyasova 7                                     | Dosk.   | Fotsis 13    |  | Spodek, Katowice Počet diváků: 6 000 Rozhodčí: Shmuel Bachar (ISR), Guerrino Cerebuch (ITA), Milivoje Jovčič (SRB) |
| 18. září 2009 18:15 | Zpráva | Tunçeri 5                                      | Asist.  | Spanoulis 7  |  | Spodek, Katowice Počet diváků: 6 000 Rozhodčí: Shmuel Bachar (ISR), Guerrino Cerebuch (ITA), Milivoje Jovčič (SRB) |

| 18. září 2009 21:0 | Zpráva | Slovinsko                                      | 67 – 65 | Chorvatsko |  | Spodek, Katowice Počet diváků: 5 500 Rozhodčí: Romualdas Brazauskas (LTU), Lazaros Voreadis (GRE), Daniel Hierrezuelo (ESP) |
| 18. září 2009 21:0 | Zpráva | Skóre po čtvrtinách: 18:25, 21:22, 14:3, 14:15 |         |            |  | Spodek, Katowice Počet diváků: 5 500 Rozhodčí: Romualdas Brazauskas (LTU), Lazaros Voreadis (GRE), Daniel Hierrezuelo (ESP) |
| 18. září 2009 21:0 | Zpráva | E. Lorbek 27                                   | Body    | Ukić 21    |  | Spodek, Katowice Počet diváků: 5 500 Rozhodčí: Romualdas Brazauskas (LTU), Lazaros Voreadis (GRE), Daniel Hierrezuelo (ESP) |
| 18. září 2009 21:0 | Zpráva | E. Lorbek 8                                    | Dosk.   | 7 hráčů 3  |  | Spodek, Katowice Počet diváků: 5 500 Rozhodčí: Romualdas Brazauskas (LTU), Lazaros Voreadis (GRE), Daniel Hierrezuelo (ESP) |
| 18. září 2009 21:0 | Zpráva | Lakovič 5                                      | Asist.  | Ukić 5     |  | Spodek, Katowice Počet diváků: 5 500 Rozhodčí: Romualdas Brazauskas (LTU), Lazaros Voreadis (GRE), Daniel Hierrezuelo (ESP) |

### Semifinále
| 19. září 2009 18:30 | Zpráva | Španělsko                                       | 82 – 64 | Řecko                            |  | Spodek, Katowice Počet diváků: 8 000 Rozhodčí: Guerrino Cerebuch (ITA), Ilija Belošević (SER), Robert Lottermoser (GER) |
| 19. září 2009 18:30 | Zpráva | Skóre po čtvrtinách: 26:21, 23:19, 15:11, 18:13 |         |                                  |  | Spodek, Katowice Počet diváků: 8 000 Rozhodčí: Guerrino Cerebuch (ITA), Ilija Belošević (SER), Robert Lottermoser (GER) |
| 19. září 2009 18:30 | Zpráva | P. Gasol 18                                     | Body    | Bourousis 11                     |  | Spodek, Katowice Počet diváků: 8 000 Rozhodčí: Guerrino Cerebuch (ITA), Ilija Belošević (SER), Robert Lottermoser (GER) |
| 19. září 2009 18:30 | Zpráva | Reyes 7                                         | Dosk.   | Fotsis 10                        |  | Spodek, Katowice Počet diváků: 8 000 Rozhodčí: Guerrino Cerebuch (ITA), Ilija Belošević (SER), Robert Lottermoser (GER) |
| 19. září 2009 18:30 | Zpráva | Cabezas 4                                       | Asist.  | Spanoulis, Bourousis, Calathes 2 |  | Spodek, Katowice Počet diváků: 8 000 Rozhodčí: Guerrino Cerebuch (ITA), Ilija Belošević (SER), Robert Lottermoser (GER) |

| 19. září 2009 21:00 | Zpráva | Srbsko                                                         | 96 – 92 | Slovinsko    | prodl. | Spodek, Katowice Počet diváků: 8 500 Rozhodčí: Juan Arteaga (ESP), Sreten Radovič (CRO), Tomas Jasevičius (LTU) |
| 19. září 2009 21:00 | Zpráva | Skóre po čtvrtinách: 11:19, 24:26, 21:12, 23:22, Prodl.: 17:13 |         |              | prodl. | Spodek, Katowice Počet diváků: 8 500 Rozhodčí: Juan Arteaga (ESP), Sreten Radovič (CRO), Tomas Jasevičius (LTU) |
| 19. září 2009 21:00 | Zpráva | Teodosić 32                                                    | Body    | E. Lorbek 25 | prodl. | Spodek, Katowice Počet diváků: 8 500 Rozhodčí: Juan Arteaga (ESP), Sreten Radovič (CRO), Tomas Jasevičius (LTU) |
| 19. září 2009 21:00 | Zpráva | Marković 8                                                     | Dosk.   | E. Lorbek 10 | prodl. | Spodek, Katowice Počet diváků: 8 500 Rozhodčí: Juan Arteaga (ESP), Sreten Radovič (CRO), Tomas Jasevičius (LTU) |
| 19. září 2009 21:00 | Zpráva | Teodosić, Veličković, Marković 4                               | Asist.  | Lakovič 5    | prodl. | Spodek, Katowice Počet diváků: 8 500 Rozhodčí: Juan Arteaga (ESP), Sreten Radovič (CRO), Tomas Jasevičius (LTU) |

### Finále
| 20. září 2009 21:15 | Zpráva | Španělsko                                       | 85 – 63 | Srbsko                    |  | Spodek, Katowice Počet diváků: 11 000 Rozhodčí: Romualdas Brazauskas (LTU), Shmuel Bachar (IZR), Lazaros Voreadis (GRE) |
| 20. září 2009 21:15 | Zpráva | Skóre po čtvrtinách: 24:14, 28:15, 15:15, 18:19 |         |                           |  | Spodek, Katowice Počet diváků: 11 000 Rozhodčí: Romualdas Brazauskas (LTU), Shmuel Bachar (IZR), Lazaros Voreadis (GRE) |
| 20. září 2009 21:15 | Zpráva | P. Gasol 18                                     | Body    | Tripković & Veličković 15 |  | Spodek, Katowice Počet diváků: 11 000 Rozhodčí: Romualdas Brazauskas (LTU), Shmuel Bachar (IZR), Lazaros Voreadis (GRE) |
| 20. září 2009 21:15 | Zpráva | P. Gasol 11                                     | Dosk.   | Veličković 5              |  | Spodek, Katowice Počet diváků: 11 000 Rozhodčí: Romualdas Brazauskas (LTU), Shmuel Bachar (IZR), Lazaros Voreadis (GRE) |
| 20. září 2009 21:15 | Zpráva | Garbajosa 4                                     | Asist.  | Krstić 3                  |  | Spodek, Katowice Počet diváků: 11 000 Rozhodčí: Romualdas Brazauskas (LTU), Shmuel Bachar (IZR), Lazaros Voreadis (GRE) |

### O 3. místo
| 20. září 2009 18:30 | Zpráva | Řecko                                           | 57 – 56 | Slovinsko   |  | Spodek, Katowice Počet diváků: 9 000 |
| 20. září 2009 18:30 | Zpráva | Skóre po čtvrtinách: 16:13, 15:11, 11:13, 15:19 |         |             |  | Spodek, Katowice Počet diváků: 9 000 |
| 20. září 2009 18:30 | Zpráva | Schortsanitis 23                                | Body    | Lakovič 16  |  | Spodek, Katowice Počet diváků: 9 000 |
| 20. září 2009 18:30 | Zpráva | Bourousis 7                                     | Dosk.   | E. Lorbek 9 |  | Spodek, Katowice Počet diváků: 9 000 |
| 20. září 2009 18:30 | Zpráva | Calathes 4                                      | Asist.  | Slokar 4    |  | Spodek, Katowice Počet diváků: 9 000 |

### O 5. - 8. místo
| 19. září 2009 12:00 | Zpráva | Francie                                        | 80 – 68 | Turecko             |  | Spodek, Katowice Počet diváků: 1 500 Rozhodčí: Daniel Hierrezuelo (ESP), Milivoje Jovčič (SRB), Olegs Latiševs (LAT) |
| 19. září 2009 12:00 | Zpráva | Skóre po čtvrtinách: 12:26, 20:17, 29:16, 19:9 |         |                     |  | Spodek, Katowice Počet diváků: 1 500 Rozhodčí: Daniel Hierrezuelo (ESP), Milivoje Jovčič (SRB), Olegs Latiševs (LAT) |
| 19. září 2009 12:00 | Zpráva | Parker 28                                      | Body    | Türkoğlu 13         |  | Spodek, Katowice Počet diváků: 1 500 Rozhodčí: Daniel Hierrezuelo (ESP), Milivoje Jovčič (SRB), Olegs Latiševs (LAT) |
| 19. září 2009 12:00 | Zpráva | Piétrus 6                                      | Dosk.   | Aşık 9              |  | Spodek, Katowice Počet diváků: 1 500 Rozhodčí: Daniel Hierrezuelo (ESP), Milivoje Jovčič (SRB), Olegs Latiševs (LAT) |
| 19. září 2009 12:00 | Zpráva | Parker 10                                      | Asist.  | Tunçeri, Türkoğlu 3 |  | Spodek, Katowice Počet diváků: 1 500 Rozhodčí: Daniel Hierrezuelo (ESP), Milivoje Jovčič (SRB), Olegs Latiševs (LAT) |

| 19. září 2009 14:15 | Zpráva | Rusko                                           | 69 – 76 | Chorvatsko |  | Spodek, Katowice Počet diváků: 1 500 Rozhodčí: Christos Christodoulou (GRE), Zoran Sutulovič (MNG), Fernando Rocha (POR) |
| 19. září 2009 14:15 | Zpráva | Skóre po čtvrtinách: 14:18, 27:15, 15:25, 13:18 |         |            |  | Spodek, Katowice Počet diváků: 1 500 Rozhodčí: Christos Christodoulou (GRE), Zoran Sutulovič (MNG), Fernando Rocha (POR) |
| 19. září 2009 14:15 | Zpráva | Monya 18                                        | Body    | Ukić 18    |  | Spodek, Katowice Počet diváků: 1 500 Rozhodčí: Christos Christodoulou (GRE), Zoran Sutulovič (MNG), Fernando Rocha (POR) |
| 19. září 2009 14:15 | Zpráva | McCarty 7                                       | Dosk.   | Kus 5      |  | Spodek, Katowice Počet diváků: 1 500 Rozhodčí: Christos Christodoulou (GRE), Zoran Sutulovič (MNG), Fernando Rocha (POR) |
| 19. září 2009 14:15 | Zpráva | Bykov, Ponkrašov 5                              | Asist.  | Ukić 8     |  | Spodek, Katowice Počet diváků: 1 500 Rozhodčí: Christos Christodoulou (GRE), Zoran Sutulovič (MNG), Fernando Rocha (POR) |

### O 5. místo
| 20. září 2009 12:00 | Zpráva | Francie                                         | 69 – 62 | Chorvatsko |  | Spodek, Katowice Počet diváků: 2 000 |
| 20. září 2009 12:00 | Zpráva | Skóre po čtvrtinách: 21:12, 13:12, 12:17, 23:21 |         |            |  | Spodek, Katowice Počet diváků: 2 000 |
| 20. září 2009 12:00 | Zpráva | Diot 18                                         | Body    | Kus 18     |  | Spodek, Katowice Počet diváků: 2 000 |
| 20. září 2009 12:00 | Zpráva | Koffi 8                                         | Dosk.   | Nicević 8  |  | Spodek, Katowice Počet diváků: 2 000 |
| 20. září 2009 12:00 | Zpráva | Batum 8                                         | Asist.  | Popović 8  |  | Spodek, Katowice Počet diváků: 2 000 |

### O 7. místo
| 20. září 2009 14:15 | Zpráva | Turecko                                        | 66 – 89 | Rusko                 |  | Spodek, Katowice Počet diváků: 1 000 |
| 20. září 2009 14:15 | Zpráva | Skóre po čtvrtinách: 18:26, 22:25, 19:17, 7:21 |         |                       |  | Spodek, Katowice Počet diváků: 1 000 |
| 20. září 2009 14:15 | Zpráva | Aşık 24                                        | Body    | Fridzon 26            |  | Spodek, Katowice Počet diváků: 1 000 |
| 20. září 2009 14:15 | Zpráva | Aşık 11                                        | Dosk.   | Kurbanov 7            |  | Spodek, Katowice Počet diváků: 1 000 |
| 20. září 2009 14:15 | Zpráva | Atsür 5                                        | Asist.  | Ponkrašov, Kurbanov 7 |  | Spodek, Katowice Počet diváků: 1 000 |

## Soupisky
1.  Španělsko 
| - Pau Gasol - Rodolfo Fernández Farrés - Ricky Rubio | - Juan Carlos Navarro Feijóo - Víctor Claver Arocas - Felipe Reyes Cabanas | - Carlos Eduardo Cabezas Jurado - Raúl López Molist - Sergio Llull Melià | - Marc Gasol - Ále Mumbrú Murcia - Jorge Garbajosa |

- Trenér: Sergio Scariolo

2.  Srbsko 
| - Bojan Popović - Milenko Tepić - Miloš Teodosić | - Ivan Paunić - Nemanja Bjelica - Stefan Marković | - Uroš Tripković - Miroslav Raduljica - Nenad Krstić | - Kosta Perović - Novica Veličković - Milan Mačvan |

- Trenér: Dušan Ivković

3.  Řecko 
| - Giannis Kalambokis - Giannis Bourousis - Nikos Zisis | - Vasilis Spanoulis - Nick Calathes - Antonis Fotsis | - Georgios Printezis - Andreas Glyniadakis - Kostas Kaimakoglou | - Kostas Koufos - Stratos Perperoglou - Sofoklis Schortsanitis |

- Trenér: Jonas Kazlauskas

4.  Slovinsko 
| - Uroš Slokar - Jaka Lakovič - Samo Udrih | - Primož Brezec - Matjaž Smodiš - Jaka Klobučar | - Boštjan Nachbar - Goran Dragič - Goran Jagodnik | - Domen Lorbek - Jurica Golemac - Erazem Lorbek |

- Trenér: Jure Zdovc.

5.  Francie 
| - Antoine Diot - Nicolas Batum - Aymeric Jeanneau | - Alain Koffi - Ian Mahinmi - Tony Parker | - Yannick Bokolo - Florent Piétrus - Nando de Colo | - Boris Diaw - Ronny Turiaf - Ali Traoré |

- Trenér: Vincent Collet.

6.  Chorvatsko 
| - Roko Ukić - Davor Kus - Marko Popović | - Nikola Vujčić - Nikola Prkačin - Marin Rozić | - Zoran Planinić - Mario Stojić - Krešimir Lončar | - Marko Banić - Sandro Nicević - Mario Kasun |

- Trenér: Jasmin Repeša.

7.  Rusko 
| - Andrej Voroncevič - Nikita Kurbanov - Sergej Bykov | - Vitalij Fridzon - Kelly McCarty - Dmitrij Sokolov | - Fjodor Dmitriev - Jegor Vjalcev - Sergej Monja | - Anton Ponkrašov - Alexej Zozulin - Timofej Mozgov |

- Trenér: David Blatt.

8.  Turecko 
| - Bekir Yarangüme - Sinan Güler - Engin Atsür | - Ömer Onan - Ersan İlyasova - Semih Erden | - Kerem Tunçeri - Oğuz Savaş - Ömer Aşık | - Ender Arslan - Barış Hersek - Hidayet Türkoğlu |

- Trenér: Bogdan Tanjević.

9.  Polsko 
| - Robert Skibniewski - Krzysztof Roszyk - Michał Chyliński | - Krzysztof Szubarga - Robert Witka - Szymon Szewczyk | - Adam Wójcik - Michał Ignerski - David Logan | - Marcin Gortat - Maciej Lampe - Łukasz Koszarek |

- Trenér: Shamuel “Muli” Katzurin.

10.  Makedonie 
| - Vrbica Stefanov - Dimitar Mirakovski - Darko Sokolov | - Riste Stefanov - Vojdan Stojanovski - Pero Blaževski | - Dime Tasovski - Todor Gečevski - Pero Antić | - Damjan Stojanovski - Jeremiah Massey - Predrag Samardžiski |

- Trenér: Jovica Arsić.

11.  Německo 
| - Lucca Staiger - Heiko Schaffartzik - Sven Schultze | - Tim Ohlbrecht - Konrad Wysocki - Steffen Hamann | - Demond Greene - Tibor Pleiss - Elias Harris | - Patrick Femerling - Robin Benzing - Jan-Hendrik Jagla |

- Trenér: Dirk Bauermann.

12.  Litva 
| - Andrius Mažutis - Mantas Kalnietis - Jonas Mačiulis | - Darjuš Lavrinovič - Mindaugas Lukauskis - Tomas Delininkaitis | - Artūras Jomantas - Linas Kleiza - Kryštof Lavrinovič | - Simas Jasaitis - Marijonas Petravičius - Robertas Javtokas |

- Trenér: Ramūnas Butautas.

13.  Lotyšsko 
| - Uvis Helmanis - Aigars Vītols - Armands Šķēle | - Jānis Blūms - Ernests Kalve - Kristaps Valters | - Gatis Jahovičs - Kaspars Kambala - Rolands Freimanis | - Artūrs Štālbergs - Kristaps Janičenoks - Andris Biedriņš |

- Trenér: Kęstutis Kemzūra.

14.  Izrael 
| - Moran Roth - Yuval Naimi - Gal Mekel | - Raviv Limonad - Guy Pnini - Yotam Halperin | - Tal Burstein - Lior Eliyahu - Moshe Mizrahi | - Ido Kozikaro - Yaniv Green - Amit Tamir |

- Trenér: Zvi Sherf.

15.  Velká Británie 
| - Jarrett Hart - Kieron Achara - Mike Lenzly | - Nana Papa “Pops” Mensah-Bonsu - Andrew “Drew” Sullivan - Nick George | - Robert Archibald - Joel Freeland - Nate Reinking | - Daniel Clark - Flinder Boyd - Andrew Betts |

- Trenér: Chris Finch.

16.  Bulharsko 
| - Dejan Ivanov - Kalojan Ivanov - Čavdar Kostov | - Earl Rowland - Filip Videnov - Stanislav Slavejkov | - Stefan Georgiev - Dimităr Angelov - Vasil “Vasco” Jevtimov | - Bojko Mladenov - Božidar Avramov - Todor Stojkov |

- Trenér: Pini Gershon.

## Konečné pořadí
| Pořadí           | Tým            | Z | V | P | Skóre   | B  |
| ---------------- | -------------- | - | - | - | ------- | -- |
| Zlatá medaile    | Španělsko      | 8 | 6 | 2 | 718:620 | 14 |
| Stříbrná medaile | Srbsko         | 8 | 6 | 2 | 680:661 | 14 |
| Bronzová medaile | Řecko          | 8 | 5 | 3 | 683:629 | 13 |
| 4.               | Slovinsko      | 8 | 6 | 2 | 677:621 | 14 |
| 5.               | Francie        | 9 | 8 | 1 | 655:601 | 17 |
| 6.               | Chorvatsko     | 9 | 4 | 5 | 646:648 | 13 |
| 7.               | Rusko          | 9 | 5 | 4 | 645:627 | 14 |
| 8.               | Turecko        | 9 | 5 | 4 | 672:649 | 14 |
| 9.               | Polsko         | 6 | 2 | 4 | 445:483 | 8  |
| 10.              | Makedonie      | 6 | 2 | 4 | 419:475 | 8  |
| 11.              | Německo        | 6 | 1 | 5 | 422:451 | 7  |
| 12.              | Litva          | 6 | 1 | 5 | 442:493 | 7  |
| 13.              | Lotyšsko       | 3 | 1 | 2 | 187:203 | 4  |
| 14.              | Izrael         | 3 | 0 | 3 | 238:274 | 3  |
| 15.              | Velká Británie | 3 | 0 | 3 | 194:233 | 3  |
| 16.              | Bulharsko      | 3 | 0 | 3 | 213:268 | 3  |